# Zygonemertes africana
Zygonemertes africana är en djurart som tillhör fylumet slemmaskar, och som beskrevs av Stiasny-Wijnhoff 1916. Zygonemertes africana ingår i släktet Zygonemertes och familjen Amphiporidae. Inga underarter finns listade i Catalogue of Life.